# Dylan O'Brien
Dylan Rhodes O'Brien (n. 26 august 1991, New York City, New York, SUA) este un actor american, cunoscut pentru rolul jucat în serialul „Teen Wolf” (Stiles), dar și pentru rolul din trilogia „Labirintul” (Thomas).

## Filmografie

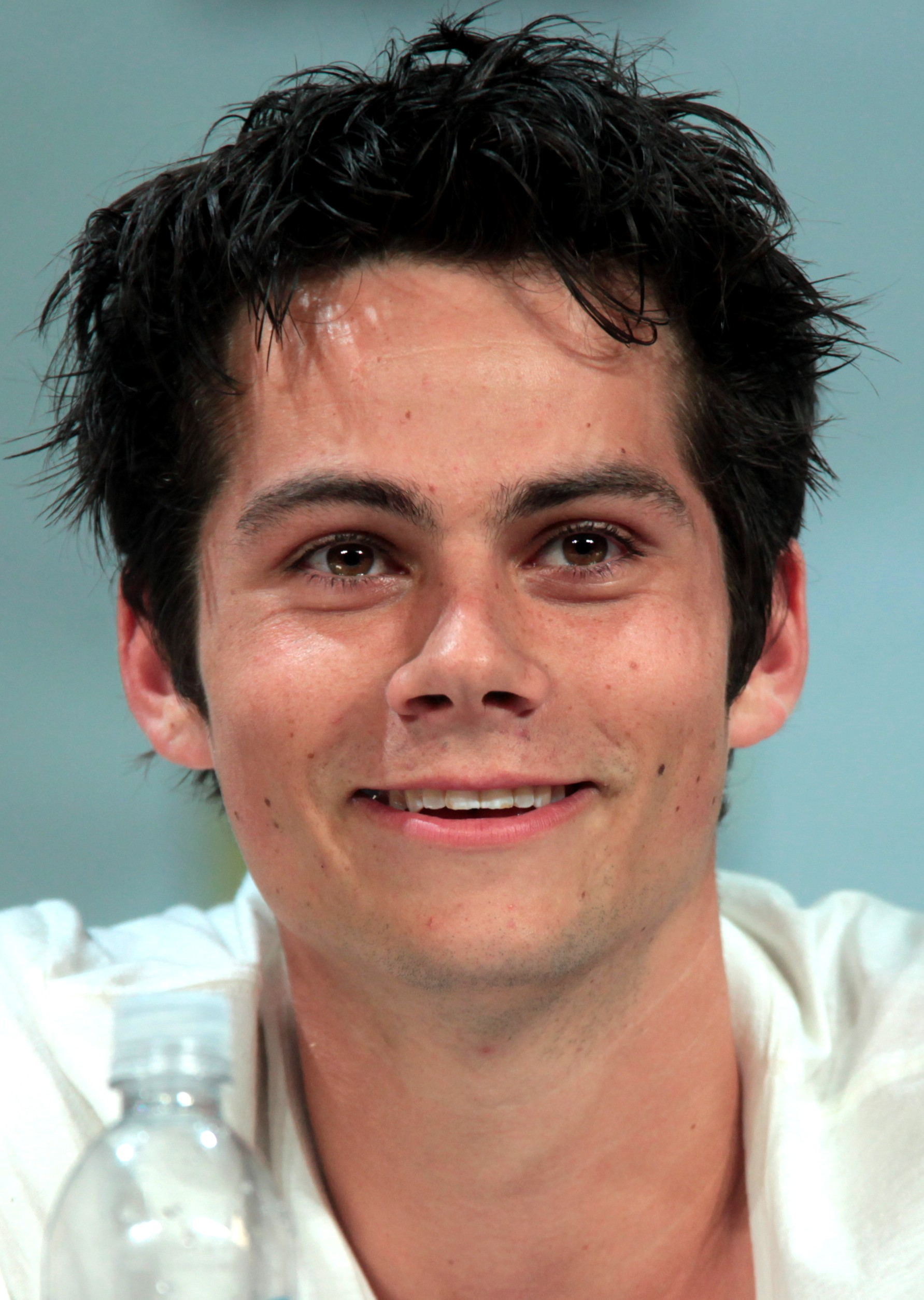
O'Brien la ComicCon, 2014

### Film
| An   | Titlu                              | Rol               | Note           |
| ---- | ---------------------------------- | ----------------- | -------------- |
| 2011 | Charlie Brown: Blockhead's Revenge | Charlie Brown     | Scurtmetraj    |
| 2011 | High Road                          | Jimmy             |                |
| 2012 | The First Time                     | Dave Hodgman      |                |
| 2013 | The Internship                     | Stuart Twombly    |                |
| 2014 | The Maze Runner                    | Thomas            |                |
| 2015 | Maze Runner: The Scorch Trials     | Thomas            |                |
| 2016 | Deepwater Horizon                  | Caleb Holloway    |                |
| 2017 | American Assassin                  | Mitch Rapp        |                |
| 2018 | Bumblebee                          | Bumblebee (voce)  |                |
| 2018 | Maze Runner: The Death Cure        | Thomas            |                |
| 2020 | The Education of Fredrick Fitzell  | Fredrick Fitzell  |                |
| 2020 | Love and Monsters                  | Joel Dawson       | Post-producție |
| 2021 | Infinite                           | Heinrich Treadway | Post-producție |

### Televiziune
| An        | Titlu                        | Rol              | Note                                    |
| --------- | ---------------------------- | ---------------- | --------------------------------------- |
| 2011–2017 | Teen Wolf                    | Stiles Stilinski | rol principal                           |
| 2013      | First Dates with Toby Harris | Peter            | serie web scurtă; episodul: "Roommates" |
| 2013      | New Girl                     | The Guy          | Episodul: "Virgins"                     |
| 2019      | Weird City                   | Stu Maxsome      | Episodul: "The One"                     |
| 2020      | Amazing Stories              | Sam Taylor       | Episodul: "The Cellar"                  |